# Claude Antoine Thory
Claude Antoine Thory (1759 - 1827) fue un escritor, y naturalista francés, eminente coleccionista de rosas .

## Biografía
Conocido por escribir los registros descriptivos de los trabajos botánicos: « Les Roses, décrites et classées selon leur ordre naturel », publicado en 1828 e ilustrado por Pierre Joseph Redouté.

## Algunas publicaciones
- Histoire de la Franc-maçonnerie et de la Grande Loge d'Ecosse. Ed. Ivoire-clair, con Alexander Lawrie
- 1824. Monographie; ou, Histoire naturelle du genre groseillier: contenant la description, l'histoire, la culture et les usages de toutes les groseilles connues ... Ed. P. Dufart. 152 pp. en línea
- pierre joseph Redouté, claude-antoine Thory. 1824. Les roses. Ed. C. L. F. Panckoucke. 158 pp. Reeditó Parkstone Int. 2009. 255 pp. ISBN 1-84484-705-5
- 1819. Rosa Candolleana seu descriptio novae speciei generis rosae, dicata Pyr. Aug. de Candolle a Cl. Ant. Thory: addito catalogo inedito rosarum quas Andr. DuPont in horto suo studiose colebat anno 1813 : cum figura aenea picta. Ed. LeDoux. 19 pp. en línea
- 1818. Bibliotheca botanica rosarum ou Bibliographie spéciale des écrits publiés sur la rose et le rosier, à laquelle on a joint la liste des principaux ouvrages de botanique descriptive qui contiennent des monographies d'espèces du genre Rosa. Ed. Firmin Didot. 18 pp. en línea
- 1815. Acta Latomorum, ou chronoligie de l'histoire de la franche-maçonnerie Française et ètranglere. Volumen 1. Ed. Dufart. 376 pp. en línea

## Eponimia
Especies
- (Rosaceae) Rosa thoryi Tratt.[1]